# 화석연료
화석연료(化石燃料, fossil fuel)는 인간이 사용하는 여러 가지 에너지 자원들 중 하나로서, 오래전 지구상에 서식했던 유기체의 잔존물로 인하여 생성된 에너지 자원을 말한다. 화석연료의 종류에는 석탄, 석유, 천연 가스가 있다.

## 개요

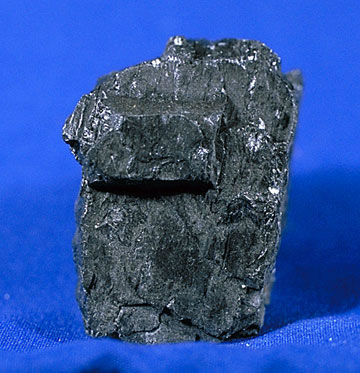
화석 연료 중 하나인 석탄

화석 연료는 사체의 혐기성 분해로 인해 천연자원에서 형성된다. 유기체나 그 결과물의 나이는 보통 수백만 년 이상이며, 때로는 6억 5천만년까지 이르기도 한다. 고비율의 탄소를 포함하고 있는 화석연료에는 석탄, 석유, 천연가스가 있다. 화석 연료는 메탄과 같은 탄소량을 가진 저탄소를 포함한 천연가스에서 무연탄을 구성하는 순수한 탄소 물질인 비휘발 물질인 액화석유에 이르기까지 다양하다. 메탄은 탄화수소 영역에서 발견되며, 기름과 결합되어 있거나 또는 메탄을 포함하는 형태로 존재한다. 메탄은 보통 죽은 동식물의 사체가 화석화되어 수백만 년 동안 열과 지표의 압력으로 형성된다고 알려져 있다. 이 생물 기원 이론은 1556년, 게오르크 아그리콜라에 의해 최초로 소개되었으며, 이후 18세기에 미하일 로모노소프에 의해서도 소개되었다.
미국 에너지 관리청은 2007년 주요 에너지 자원이 석유 36.0%, 석탄 27.4%, 천연가스 23.0%이며, 전부 전 세계 주요 에너지 소비의 화석 연료 비율이 86.4%에 이른다고 추정하고 있다. 2006년 비화석 자원은 수력발전 6.3%, 원자력 발전 8.5%, 기타 (지열, 태양열, 조력, 풍력, 나무, 쓰레기)가 0.9%에 이르며, 세계 에너지 소비는 매년 2.3%씩 증가하고 있다. 화석 연료는 형성되는데 수 백 만년이 걸리기 때문에 비재생 자원이다. 그리고 매장량은 생산량보다 훨씬 빨리 고갈되고 있으며, 화석 연료의 제품과 사용은 환경적인 우려를 증가시킨다. 증가된 에너지 필요량을 충족시키기 위해 재생 에너지에 대한 전 세계적인 운동이 진행 중이다.
화석 연료의 연소는 약 213억톤(21.3기가톤)의 이산화탄소를 매년 배출하지만, 자연이 흡수하는 것은 그 절반에도 미치지 못하며, 매년 대기의 이산화탄소가 상당량 증가한다. (대기의 탄소 1톤은 3.7톤의 이산화탄소와 맞먹는다.) 이산화탄소는 복사열의 힘을 강화시켜서 지구온난화를 일으키는 가스 중의 하나이며, 지구의 평균 지표면 온도를 상승시킨다. 그리고 그것은 대부분의 기상학자들이 역효과를 유발한다고 동의하는 것이다.

## 기원

지구상의 특정 장소에만 있는 유전으로 일부는 에너지 독립국이며 다른 국가들은 이들 나라의 석유 생산 능력에 의존한다

화석연료는 수백만 년 전 바다나 호수에 산소 결핍 상태로 대량으로 침전된 식물성 플랑크톤과 동물성 플랑크톤을 포함한 유기체 잔해의 혐기성 분해로 생성된다. 지질학적인 시간에 걸쳐 이 유기 물질은 진흙과 섞여서 침전된 무거운 층 아래에 매장된다. 결과적으로 발생하는 엄청난 열과 압력은 유기물질을 화학적으로 변이시킨다. 처음에는 원유 이암석 등에서 발견되는 케로진(kerogen)으로 알려진 밀랍 물질로 변하고, 다음에는 더 열이 가해져서 액체나 가스형태의 카타제네시스(Catagenesis)로 알려진 탄화수소가 된다.
특정 연료 혼합층에는 다양한 유기적, 또는 탄화수소, 복합물이 있다. 탄화수소의 특정한 혼합이 끓는 점이나 융점, 밀도, 점도 등과 같은 연료의 특성을 부여한다. 휘발유나 경유와 같은 것은 보다 더 높은 끓는 성분을 포함한다.
반면 육지식물은 석탄이나 메탄을 형성하는 경향이 있다. 많은 석탄층이 지구 역사의 석탄기까지 거슬러 올라가며, 육지식물은 천연가스의 원물질이 되는 케로젠 3형(Kerogen Type III)이 되기도 한다.

## 중요성

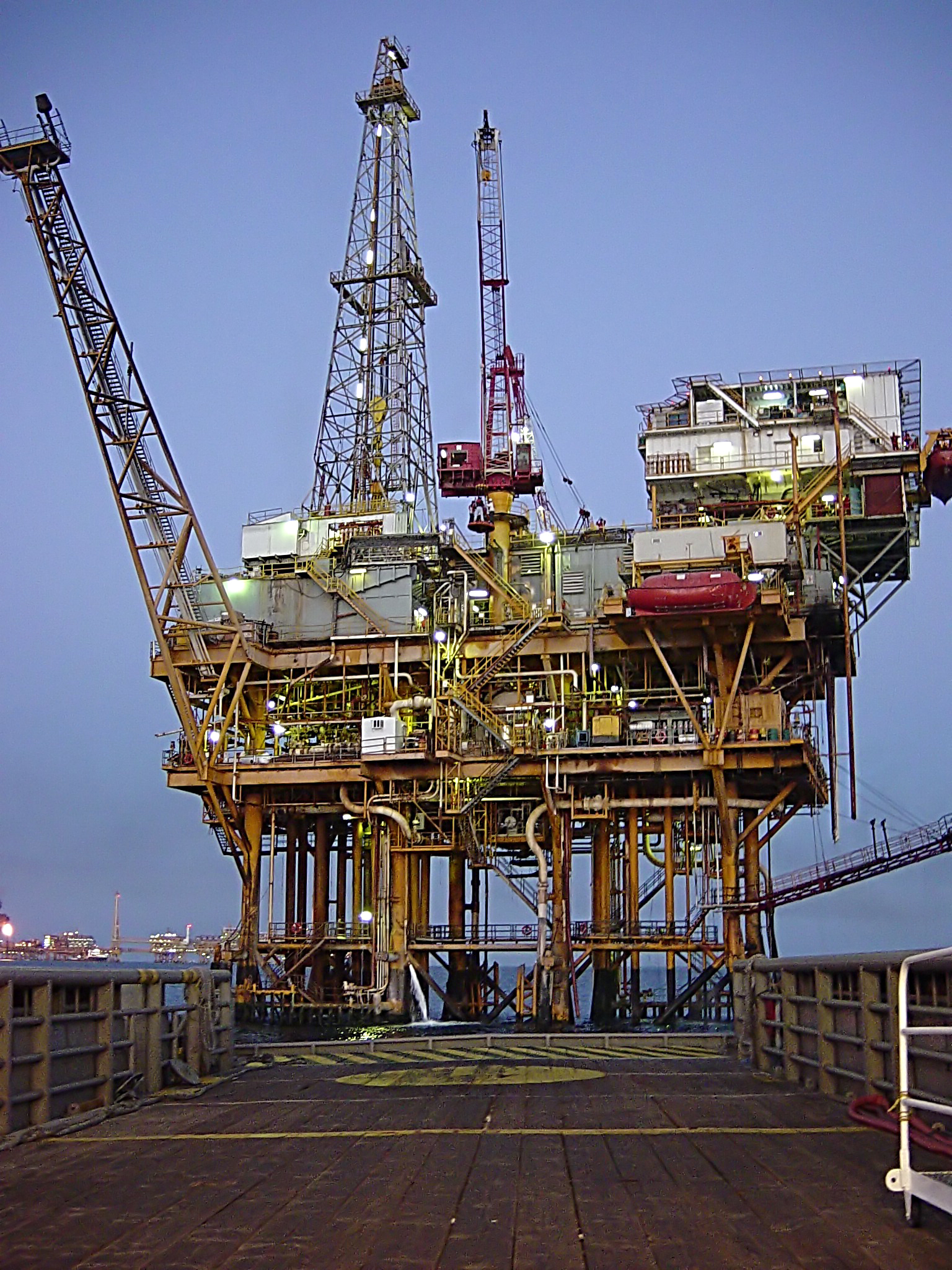
멕시코만의 유전

화석연료는 연소가 되어(산화되어 이산화탄소와 물을 발생), 단위 무게당 엄청난 에너지를 발생시킬 수 있기 때문에 중요한 자원이다. 석탄을 연료로 사용한 것은 선사시대 이전까지 시대를 거슬러 올라간다.
소비율은 산업 혁명 이후로 계속 증가해 왔으며, 현재 화석연료는 재생불가능한 에너지라는 총체적 의미로 사용되고 있다. 석탄은 금속을 녹이기 위해 고로를 운영하는데 사용되곤 했다. 이러한 매장지에서 나오는 반고체의 탄화수소는 또한 옛날부터 사용되었지만, 이러한 물질은 대개 방수와 방부용으로 사용되었다. 석유의 상업적 이용은 램프용 기름으로 동물성 기름(특히 고래 기름)을 대체하기 위한 목적이었으며, 19세기에 시작되었다. 한때 쓸모없는 부산물이었던 천연 가스는 현재 매우 귀중한 자원이 되고 있다.
전통적인 원유보다 더 점성이 많은 중질유(heavy crude oil)와 아스팔트에서 발견되는 모래와 진흙이 섞인 타르 모래는 점점 더 화석 연료의 중요한 자원이 되어가고 있다. 기름 혈암과 유사 물질은 고분자의 무거운 유기 복합 물질이며, 복잡한 혼합물질인 케로겐을 포함한 퇴적암이다. 이것으로 열분쇄를 통해 합성 원유를 생산한다. 이러한 물질은 여전히 상업적으로 이용되어야 한다. 이러한 연료는 내연기관 에너지, 화석연료 발전소 그리고, 기타 용도로 이용될 수 있다.
18세기 후반 이전에는 물레방아와 풍차가 밀가루를 빻는다던가, 나무를 자른다던가, 물을 퍼올리는 일 등의 산업에 필요한 에너지를 제공했고, 나무나 토탄은 가정에 열을 공급했다. 처음에는 석탄을, 나중에는 석유를 이용해 불을 때서 증기기관을 가동시킨 이 화석연료의 범용성은 산업혁명의 단초를 제공했다. 동시에 천연가스나 석탄 가스를 사용한 가스불의 이용도 다용도의 쓰임을 가지게 되었다.
내연기관 엔진의 발명과 이것을 이용한 자동차 그리고 트럭의 발명은 화석연료에서 추출해 내는 휘발유와 경유의 필요량을 엄청나게 증대시켰다. 철도와 항공과 같은 다른 형태의 교통수단도 또한 화석연료를 필요로 한다. 또 다른 화석 연료의 필요성은 전기를 생산하기 위해 발전을 하는데 이용되고 있으며, 석유화학공업의 원료가 되었다. 석유 추출물의 찌꺼기인 타르도 도로를 건설하는데 사용되고 있다.

## 환경 문제
화석 연료를 사용할 때 에너지를 사용한 후 남게 되는 물질은 이산화탄소와 불순물이 포함된 질소산화물 (NOx), 유황산화물 (SOx) 등이 모두 기체와 입자상태의 물질로 배출되지만, 그들이 대기 중에 방출되어 다음과 같은 다양한 환경 문제를 일으키는 요인이 된다.

### 산성비
1940년대 북유럽에서는 질소 비료를 뿌리지 않아도 작물의 성장이 좋아지는 현상을 볼 수 있게 되었다. 처음에는 농가에서도 ‘하늘의 은혜’라고 기뻐했지만, 곧 호수나 강에서 물고기가 자취를 감추었고, 천 년 동안 풍우를 견디던 유적의 돌담이나, 교회의 청동상 등이 손상되었다.
이러한 현상은 조사 결과 빗물의 변태가 원인이었다. 해당 지역에서는 그렇지 않은 지역보다 산성도 수치가 월등히 높은 pH4~5의 산성비가 내렸던 것이다. 스웨덴의 토양학자 S. 오덴 (Svante Oden) 박사가 그 영향을 광범위하게 조사했는데, 대기 중의 아황산가스나 질소산화물이 황산이나 초산으로 변화하고, 그것이 녹아서 강산성의 눈비가 내린 것을 밝혀내 1967년에 발표했다. 그 변화의 과정은 지극히 복잡하고 다방면에 걸친 것이어서 그 상세한 과정은 지금까지도 더 밝혀지지 않았다.

### 호흡기질환(미세먼지)

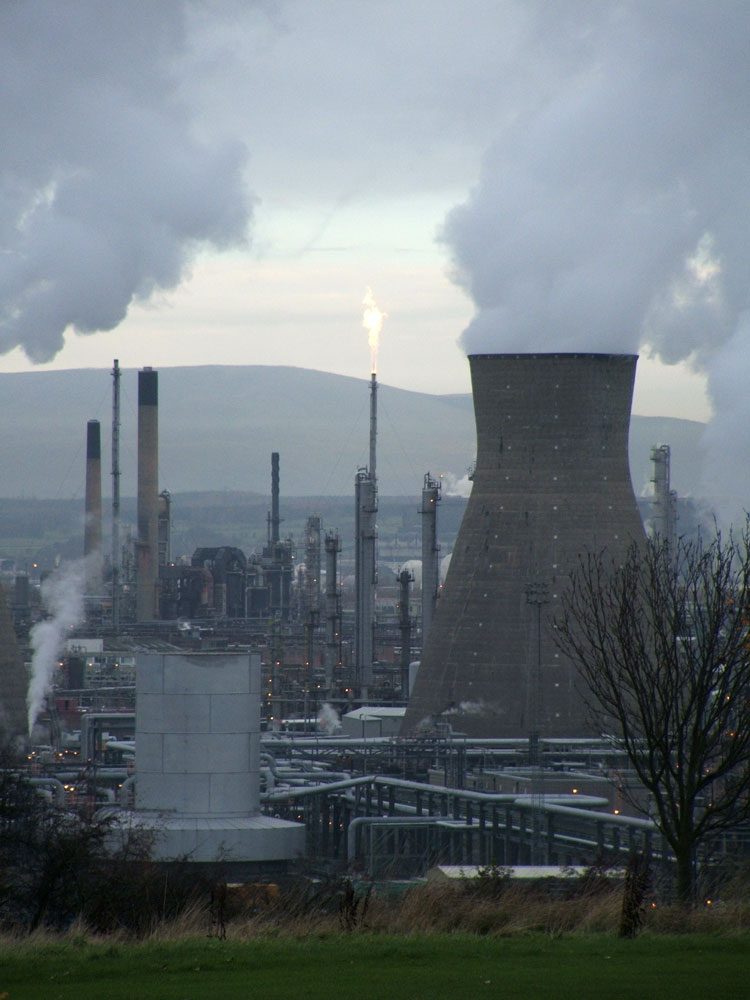
그랜지마우스, 스코틀랜드, UK에 있는 정유공장

화석 연료에 포함된 황산화물질 및 질소산화물의 잔재물인 입자 물질은 기관지 천식의 심각한 원인 물질로 생각되고 있으며, 공업 지역에서 매연이 천식을 비롯한 각지에서 심각한 공해를 일으키는 원인이 되었다. 이것은 미나마타병 같은 다른 공해뿐만 아니라 배출자가 인과 관계를 인정하지 않기 때문에 경제발전을 우선 정책으로 하는 여파로, 공해임을 증명할 때까지 오랜 시간이 필요하게 된다.
화석 연료 소비에 의해 발생하는 대기 오염은 발생 지역과 피해 지역이 일치하지 않는다는 문제를 가지고 있다. 대기는 지구 전체에 연결되어 있기 때문에 오염은 광범위하게 확산되어 지형과 기류 등으로 특정 지역에 피해가 집중된다.
예를 들어 위의 북유럽의 산성비도 공업 지대에서 멀리 떨어진 시골에서 먼저 피해가 일어났다. 또한 천식 공해도 자동차를 사용하지 않는 사람도 피해를 면할 수 없을 뿐 아니라 가해자도 그 피해 실태를 이해하기 어려운 모순과 같은 사태가 악화를 방치하는 한 요인이 되고 있다.

### 지구온난화
화석 연료를 사용하는 공장과 화력발전소 등에서 배출되는 매연이나, 자동차와 항공기 등 교통수단의 배기가스 중에는 반드시 이산화 탄소가 포함된다. 이것은 유황산화물 보다 제거하기가 어렵고 또한 유황은 추출하면 판매가 가능한 물질이지만, 이산화탄소는 쓸모가 없으며 공장 등에도 이산화탄소 배출 규제가 이루어지지 않아 대부분 그대로 대기 중에 방출되고 있다.
이산화 탄소는 현재 농도의 경우 인체에 직접적인 해를 끼치지는 않지만, 대기 중 원시 생물이 장시간에 걸쳐 고정되어, 땅 속 깊이 갇힌 이산화탄소가 현대 100여년 동안 대기 중에 다시 배출되어 버렸다. 따라서 기온 상승폭도 심각한 문제지만, 갑작스런 변화의 영향은 그 결과를 상상하기조차 힘들다.
이산화 탄소의 회수와 컨트롤은 기술적으로 어렵기 때문에 시설 및 운영 방법의 개선 및 효율화, 에너지 소비 억제 등 대책이 촉구되고 있다.

## 같이 보기
- 화석연료의 단계적 폐지
- 석유
- 석탄
- 천연가스
- 탄소
- 기후변화